# سر مسجد
سر مسجد، روستایی در دهستان دنباله‌رود شمالی بخش مرکزی شهرستان دزپارت در استان خوزستان ایران است.

## جمعیت
بر پایه سرشماری عمومی نفوس و مسکن در سال ۱۳۹۵، جمعیت این روستا برابر با ۲۷۱ نفر (۷۲ خانوار) بوده است.